# Спортивна зала
Спортивний зал (скорочено Спортзал) — спеціально обладнане приміщення, в тому числі інвентарем, і призначене для проведення тренувань, спортивних ігор, занять спортом або фізичною культурою.

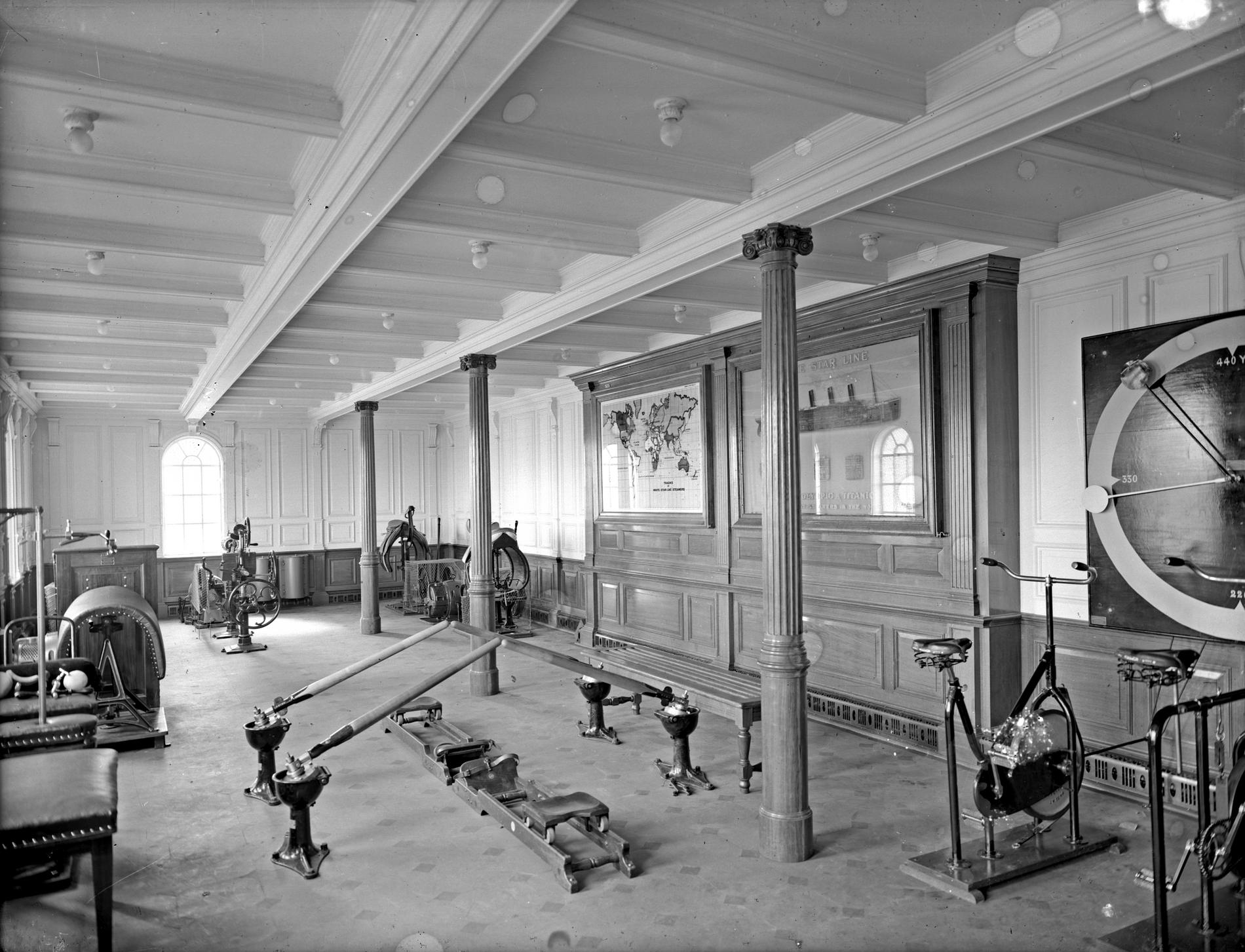
Тренажерний зал на борту Титаніка, 1912 рік.

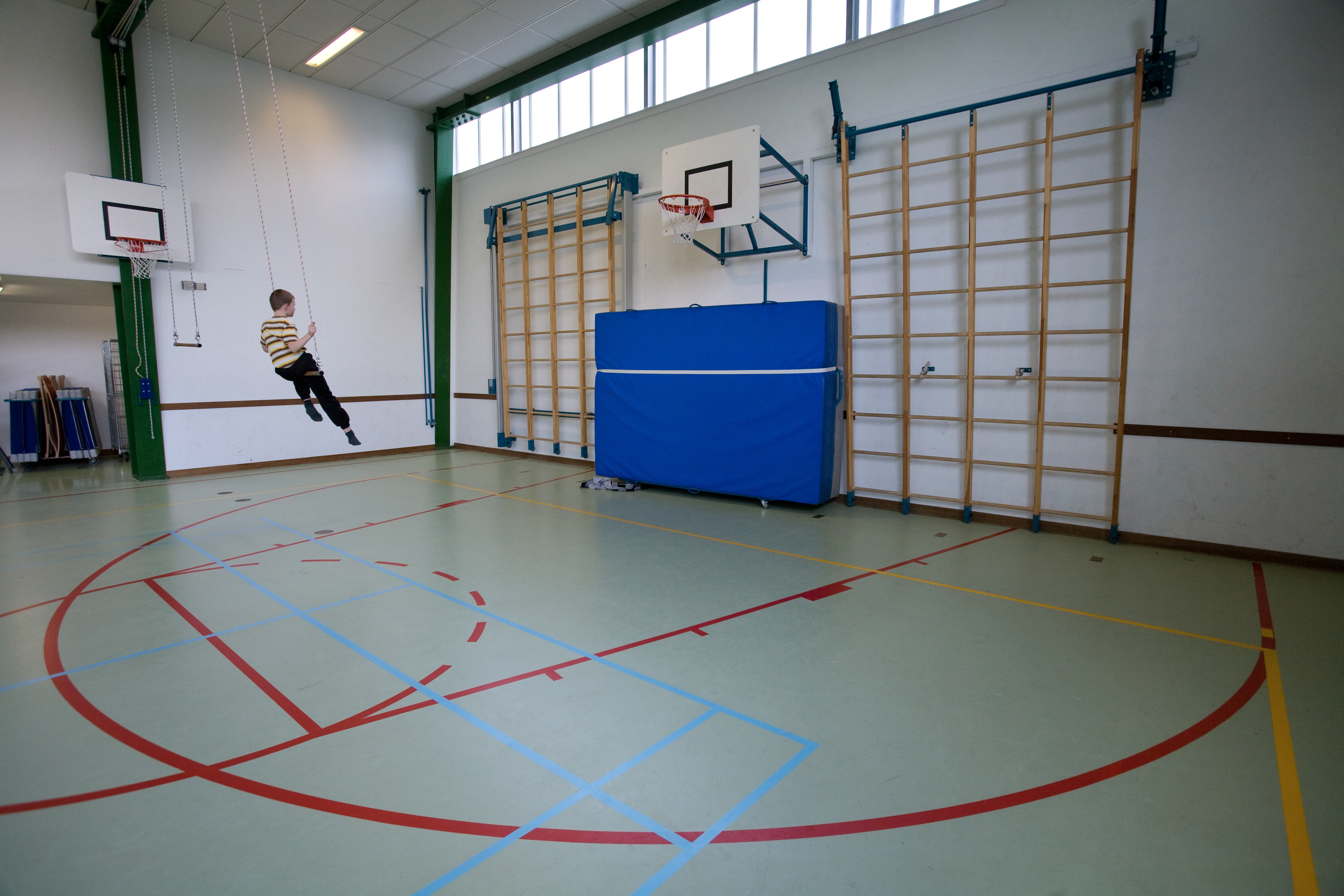
Спортзал у гімназії Амстердама.

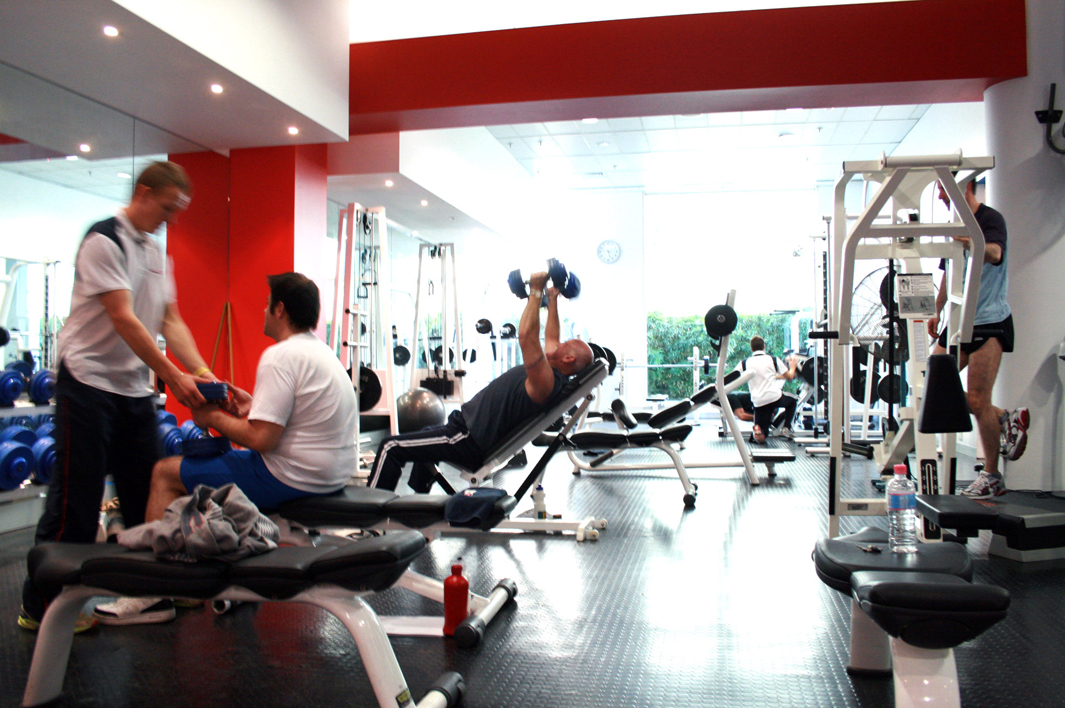
Тренажерний зал.

Спортзали влаштовуються практично у всіх середніх та вищих навчальних закладах по всьому світу. Обладнуються як стаціонарними, так і розбірними спортивними снарядами, що дозволяє трансформувати їх у волейбольний або баскетбольний майданчик.

## Історія
Вперше з'явилися в Європі, Росії та Сполучених Штатах у XIX столітті. У Німеччині один з перших залів відкрився в 1852 році, за океаном приблизно в той же час перші майданчики були споруджені в Цинциннаті, в Сент-Луїсі і Нью-Йорку. Зазвичай їх будували спортивні організації. З популяризацією фізкультури до них приєдналися й навчальні заклади. Їх поява була викликана тим, що значну частину року кліматичні умови не сприятливі в багатьох країнах для занять спортом просто неба, в критих приміщеннях займатися спортом можна незалежно від капризів погоди.
У XX столітті спеціалізовані спортзали оснащуються різними тренажерами для занять культуризмом (їхня зручність — в адресній дії на групи м'язів і окремі м'язи), які встановлюються стаціонарно; як правило, вони менші за площею, ніж традиційні майданчики.
У другій половині XX століття існувала тенденція насичення спортзалів тренажерним обладнанням, що імітує біг (бігова доріжка), їзду на велосипедах, ходьбу на лижах. Спортзали стають непристосованими до колективних спортивних ігор в силу своїх розмірів та насиченості спортивним інвентарем, але організовуються ближче до місця проживання котрі займаються та відкриті у більшості випадків практично без вихідних.